# Нупцзе

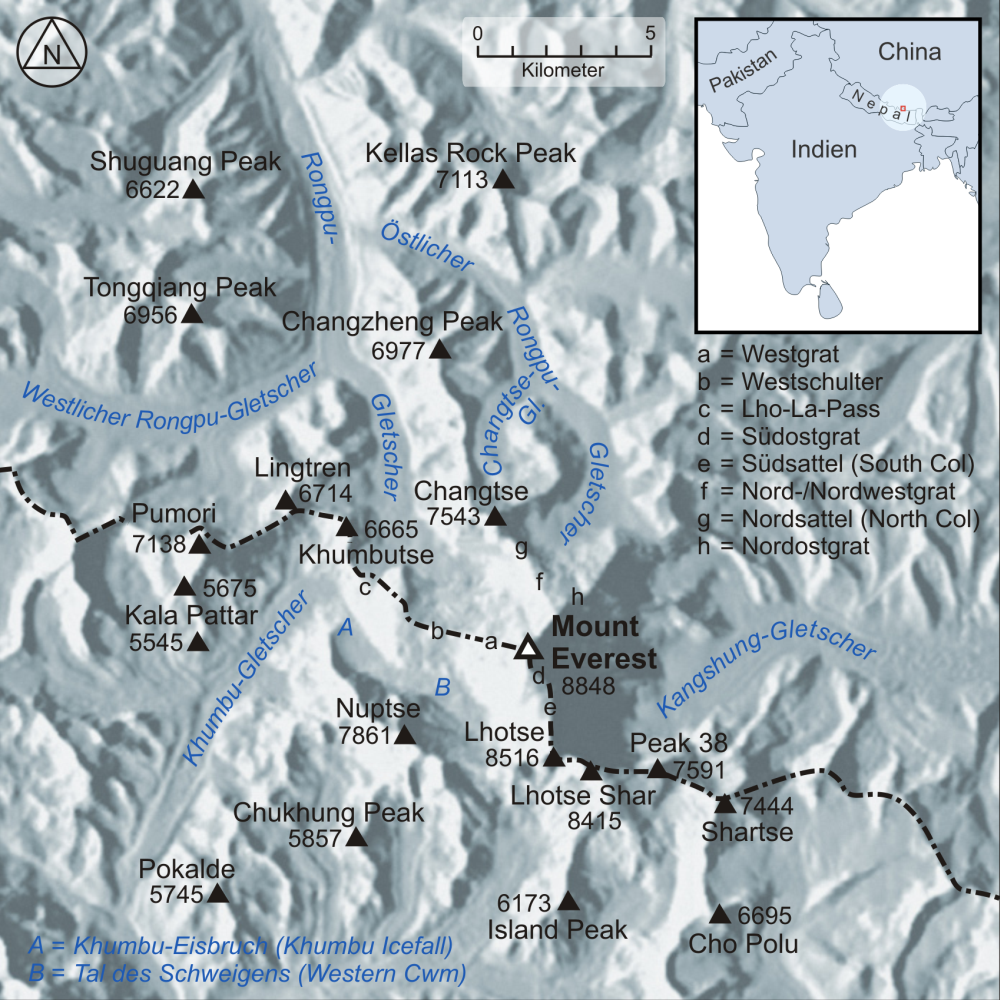
Карта району Евереста

Нупцзе
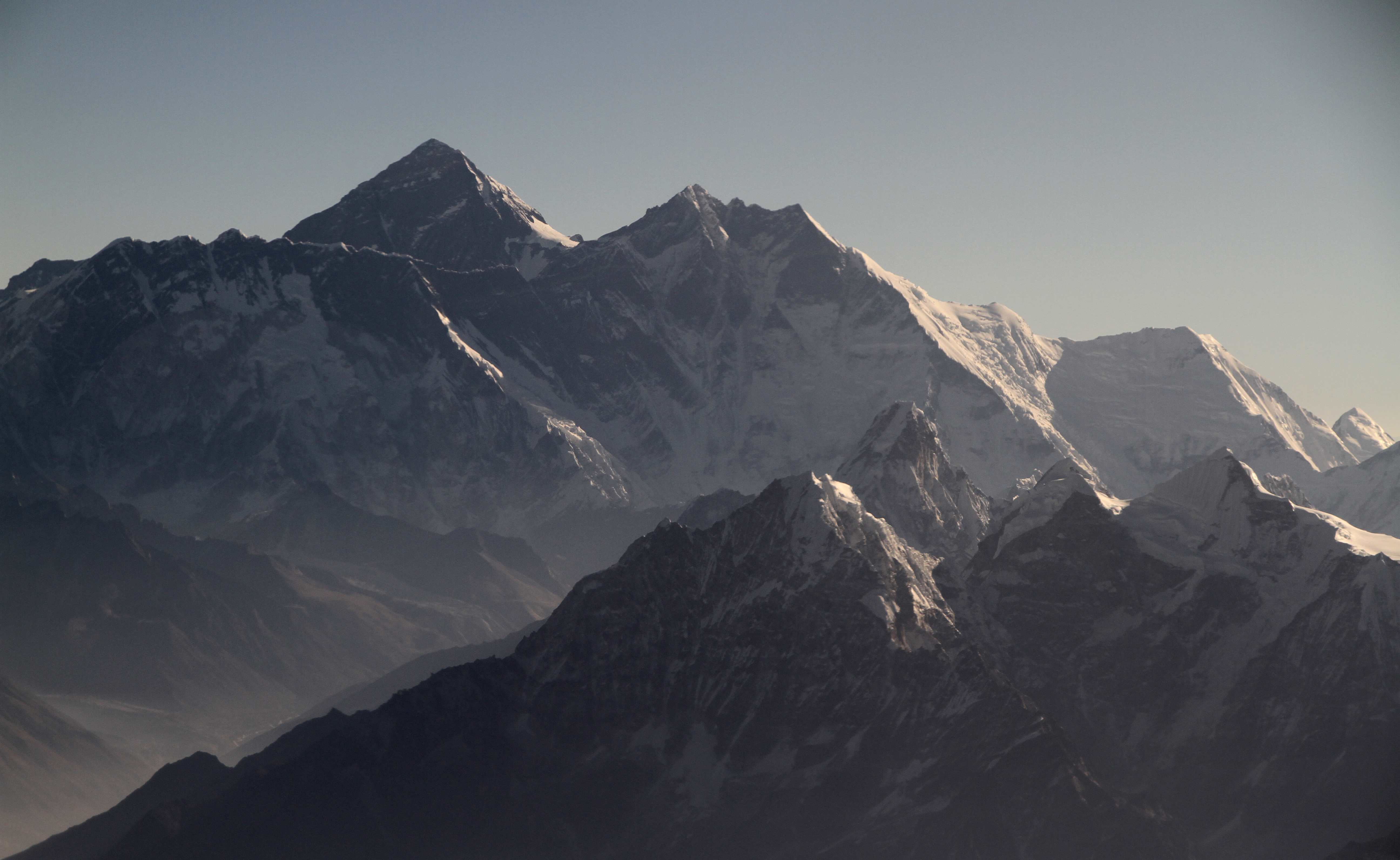
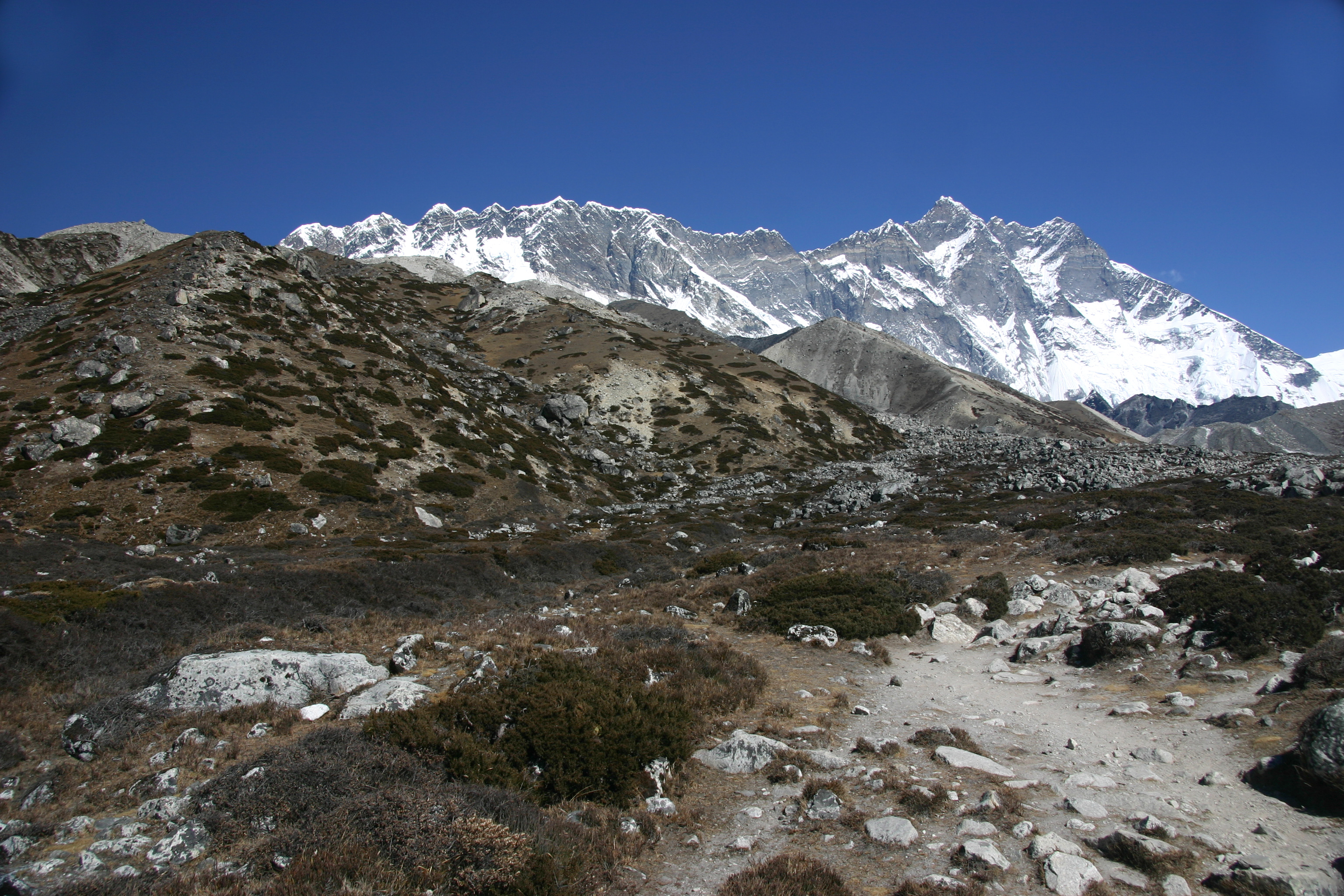
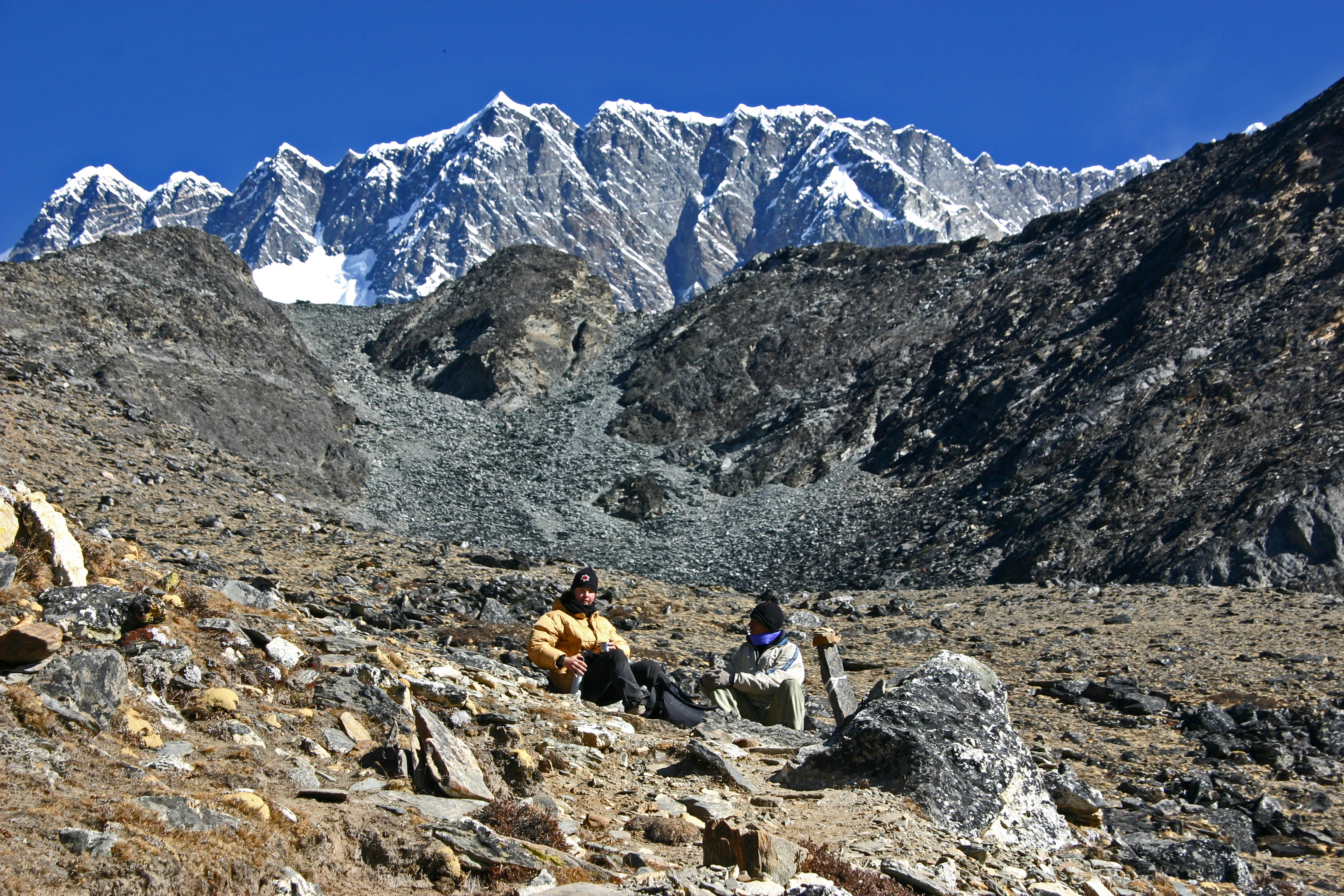
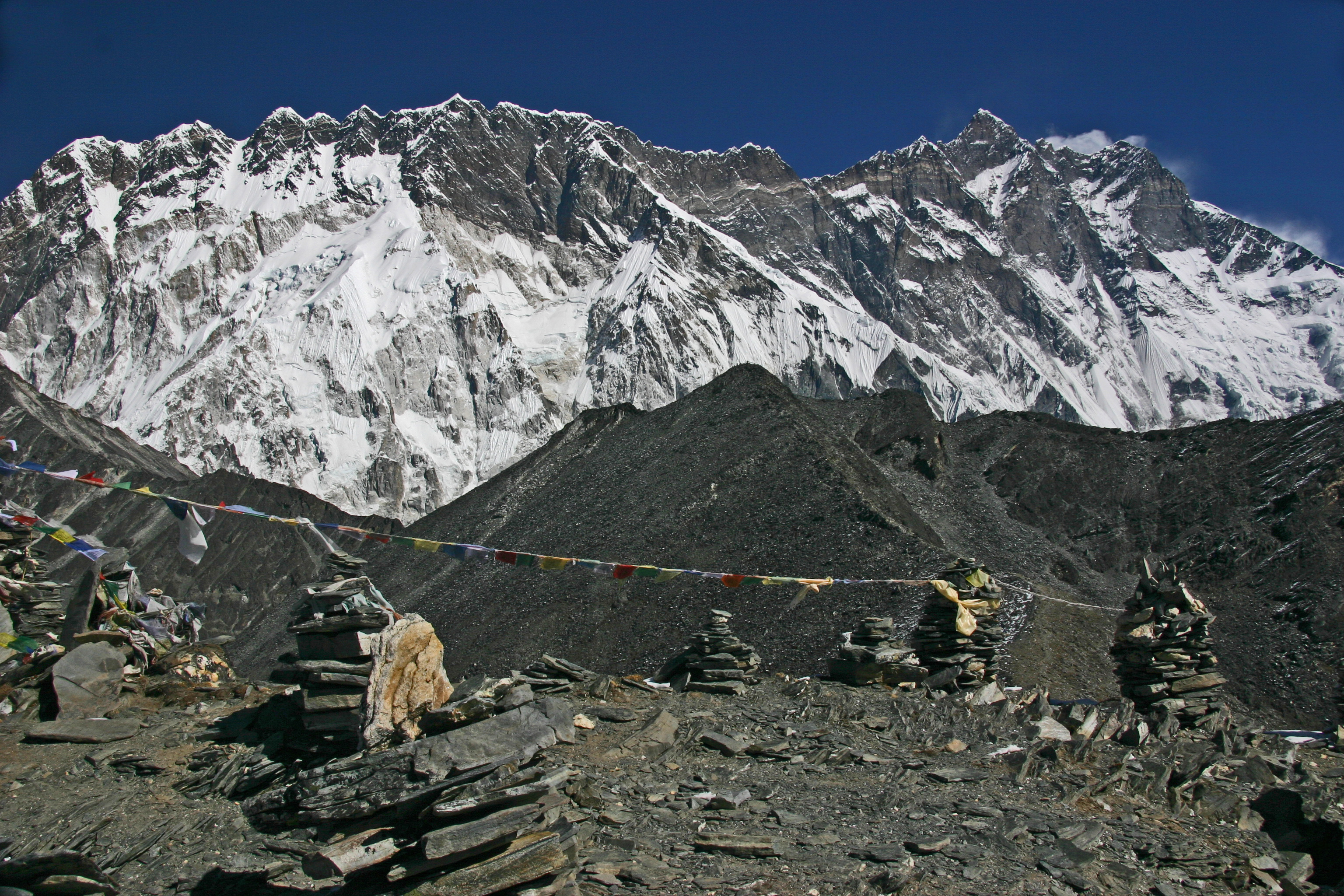
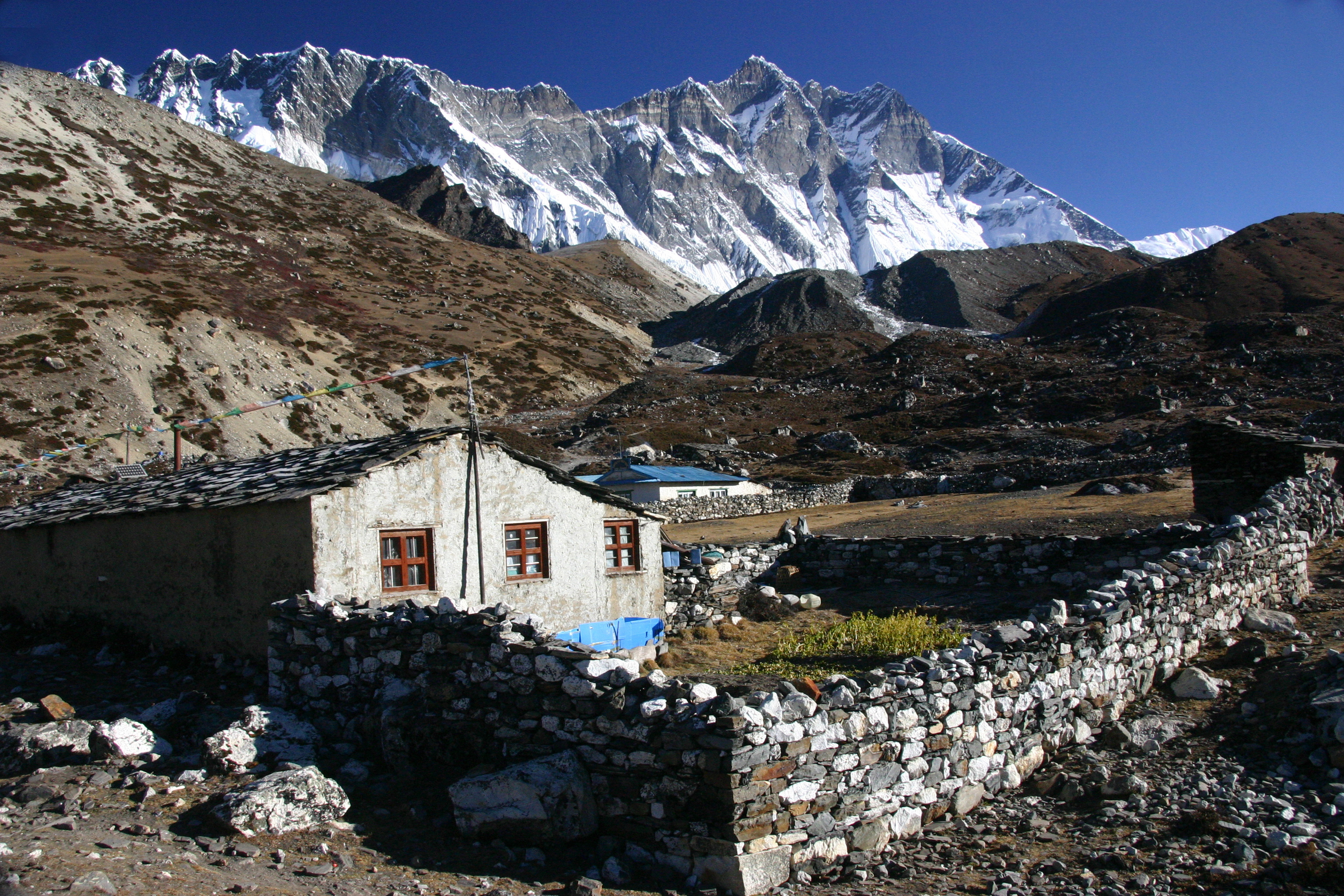
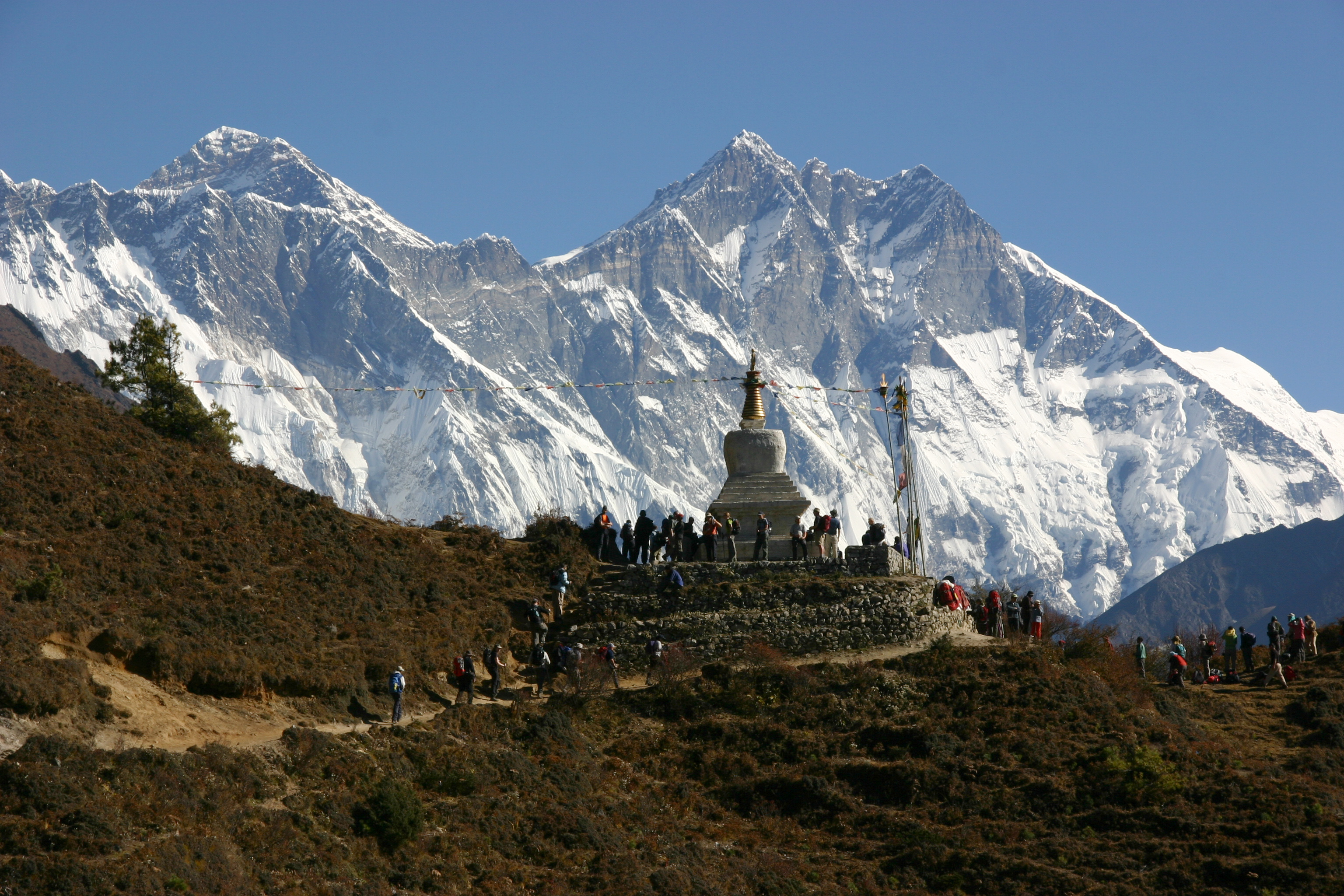
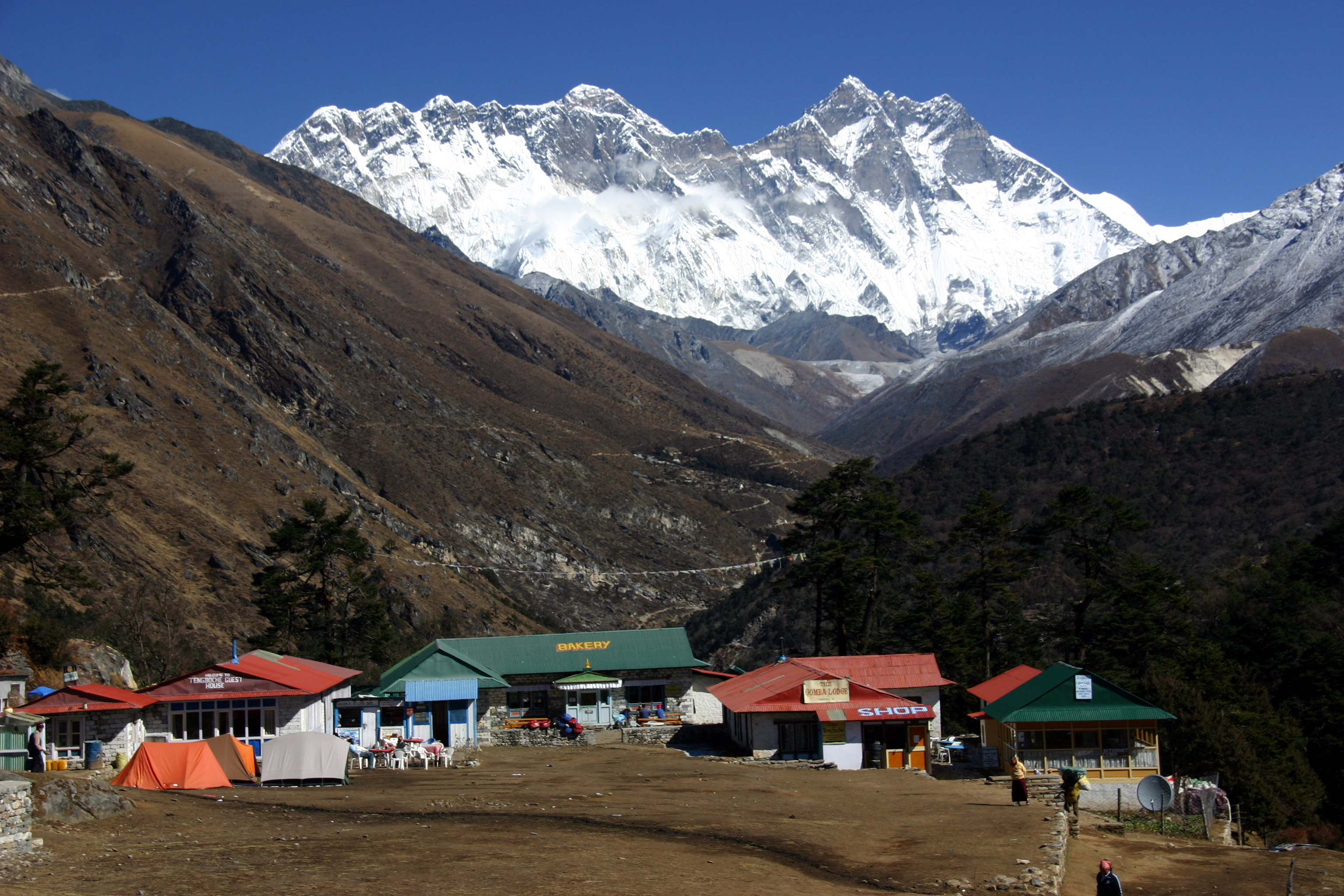

Нупцзе (англ. Nuptse) — вершина в районі Кхумбу, хребет Махалангур-Гімал, Непал. Вона розташована за два кілометри на південний захід від вищої точки — гори Еверест і не є самостійною вершиною, тому що має відносну висоту всього 319 м (менше 500 м). Тибетською мовою Нупцзе означає «Західний пік», так як він є західним сегментом масиву Лхоцзе-Нупцзе.
У гребені масиву Нупцзе, що простягнувся зі сходу на захід, виділяють сім вершин:
| Пік             | Висота, м | Висота, футы | Північна широта (N) | Східна довгота (E) |
| --------------- | --------- | ------------ | ------------------- | ------------------ |
| Nuptse I        | 7,861     | 25,790       | 27°57′59″           | 86°53′24″          |
| Nuptse II       | 7,827     | 25,679       | 27°57′52″           | 86°53′34″          |
| Nuptse Shar I   | 7,804     | 25,604       | 27°57′41″           | 86°53′47″          |
| Nuptse Nup I    | 7,784     | 25,538       | 27°58′05″           | 86°53′08″          |
| Nuptse Shar II  | 7,776     | 25,512       | 27°57′39″           | 86°53′55″          |
| Nuptse Nup II   | 7,742     | 25,400       | 27°58′06″           | 86°52′54″          |
| Nuptse Shar III | 7,695     | 25,246       | 27°57′30″           | 86°54′42″          |

Головна вершина масиву пік Нупцзе I була підкорена 16 травня 1961 р. Денісом Девісом ( Dennis Davis) та шерпою Таші, учасниками британської експедиції. Через 30-40 років Нупцзе знову привернула увагу альпіністів своїми труднопрохідними західними, південними і північними стінами.
- Нупцзе